# بريغية

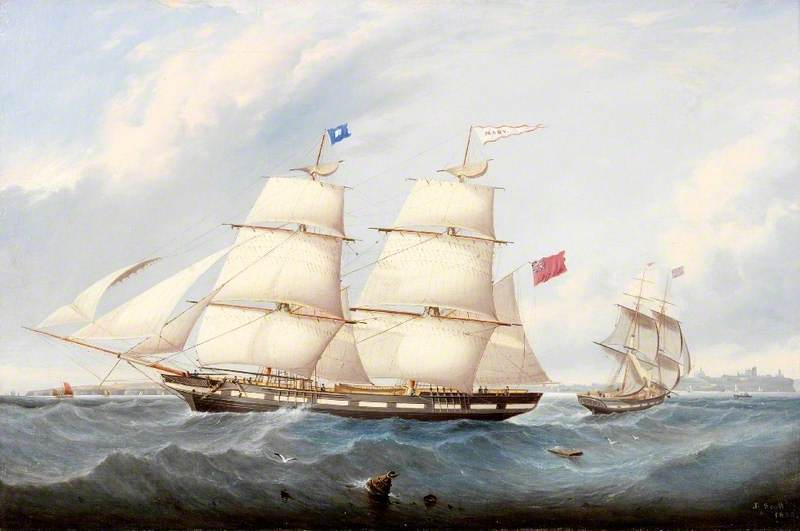
سفينة فحم السفينة ساوث شيلدز بريج ماري ، التي رسمها جون سكوت في عام 1855 ، تُظهر منظرين للسفينة نفسها. تُركَّب ذراع الرافعة من Bentinck في أسفل المسار الأمامي كجهاز لتوفير العمالة عند القيام بالربط.

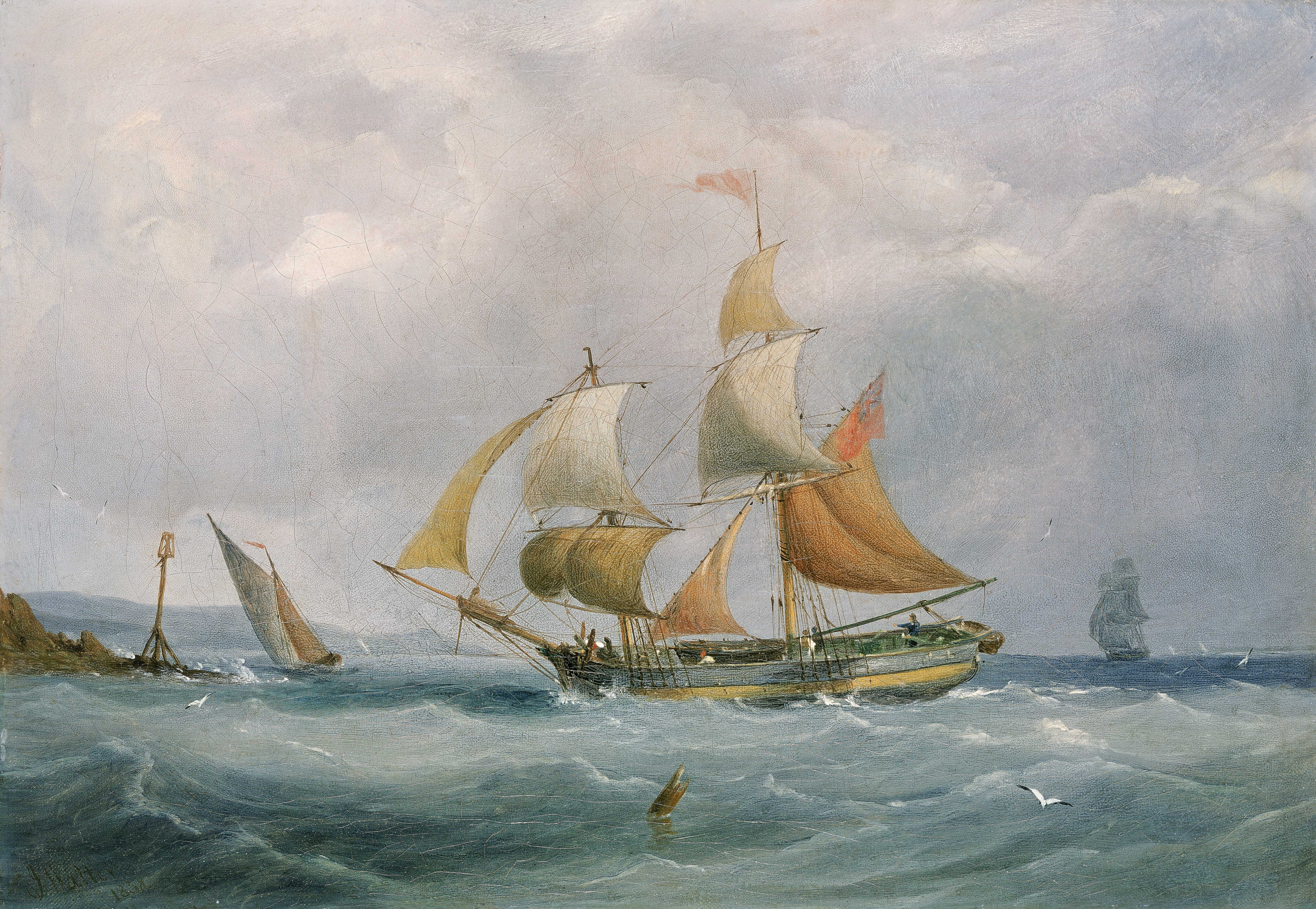
سفينة تجارية صغيرة تدخل بريستول أفون ، رسمها جوزيف والتر

البرِيغِيَّة أو البرِغ هي نوع من المراكب الشراعيه تعرف بعدد وشكل صواريها: تتكون من ساريتين وكلاهما مزود بأشرعة مربعة الشكل. يعود أصل هذه السفينة الشراعية ذات الصاريين إلى النصف الثاني من القرن الثامن عشر وكانت نوع شائع من أصغر المراكب التجارية أو سفينة حربية من ذالك الوقت وحتى الجزء الأخير من القرن التاسع عشر.

## نبذة
كانت السفن الشراعية ذات الصاريين مشهورة في تجارة الفحم الساحلية للمياة البريطانية. في عام 1975، حوالي 4,395 رحلة بحرية سُجلت إلى لندن. وبنسبة ثمان أو تسع رحلات سنويا. للمركب الواحد؛ والذي هو أسطول مكون من 500 عامل منجم فحم متاجر بهم إلى لندن فقط. موانئ أخرى ومجتمعات ساحلية كانت أيضا تزود بعمال مناجم الفحم يتاجرو لموانئ الفحم البريطانية. وفي بداية نصف القرن التاسع عشر، الغالبية العظمى كانت تزود وتجهز كسفن شراعية ذات صاريين وتلك التجهيزات بقيت لوقت أطول في الشمال الشرقي من إنجلترا.

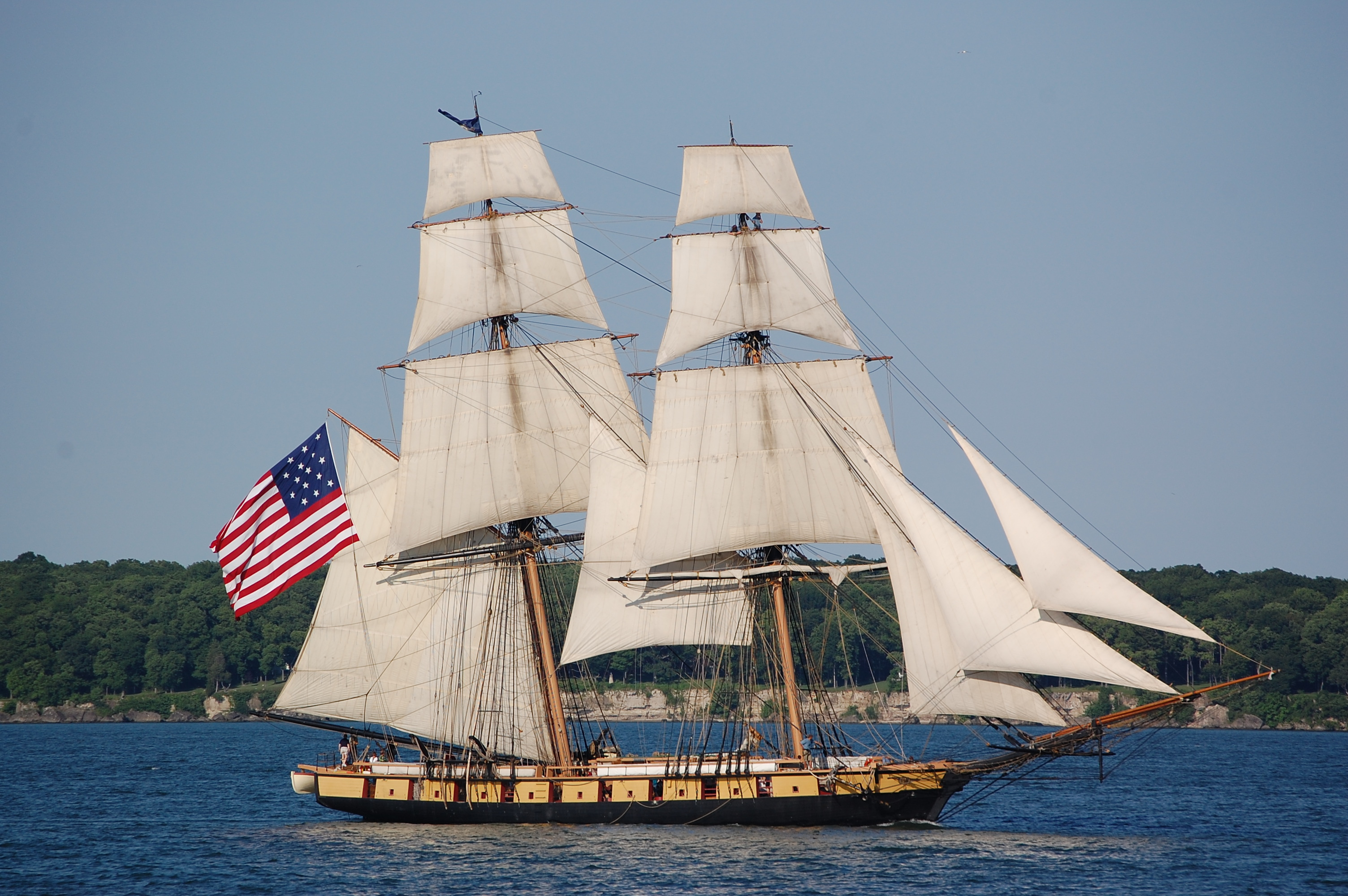
سفينة نياجرا الأمريكية

## حبال الاشرعة والصواري

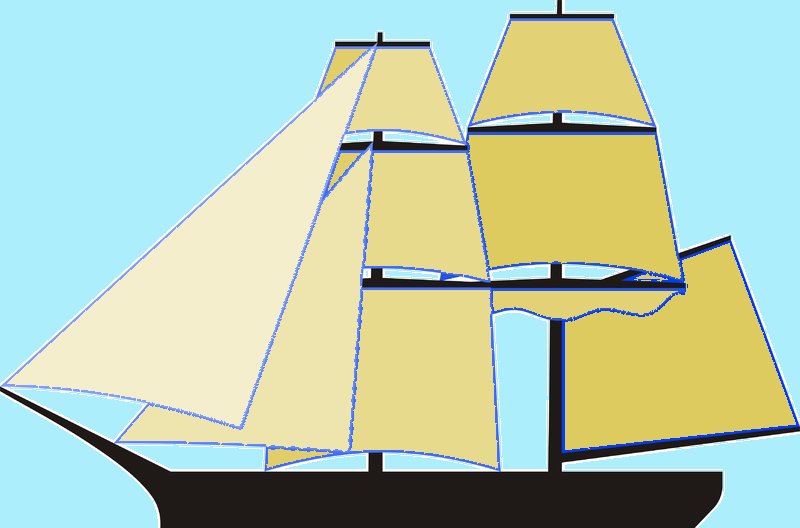
خطة شراع نموذجية

في الإبحار، البريغية كاملة التجهيز، هي مركب بصارييين بشكل مربع (المقدمة والرئيس). الصاري الرئيس للسفينه هو الذي في المؤخرة. ولكي تحسن قدرة التناور والدوران، يحمل الصاري الرئيس شراع أمامي وخلفي صغير (مزود بخطاف).
أشرعة السفينة ذات الصاريين سميت باسم الصواري التي ترتبط بها: الشراع الرئيس؛ وفوق ذالك الشراع الثاني الرئيس؛ ويعلوه شراع أطول من الشراع الرئيس، ومن آن لآخر شراع صغير، يسمى الملكي، ويكون فوق ذالك. وخلف الشراع الرئيس يوجد شراع أمامي وخلفي يسمى الاسبانكر أو الشراع الرئيس المرشد (هو يشبه بعض الشئ الشراع الرئيس للسكونه). على الصاري الأمامي يوجد شراع مشابه يسمى شراع العواصف. وموصول إلى عارضة الشراع الخاص بالسفن ذات الصاري المربع الشكل، صواري أو أوتاد أصغر والتي يمكن أن تتمدد، وهكذا تعمل على تمديد عارضة الشراع، وبالتالي تستقبل جناح ابحار إضافي على كل جهة. هذه تسمى الأشرعة المسمره، وتستخدم مع الريح اللطيفة والخفيفه فقط. الأجنحة تسمى وفقا للأشرعة التي تثبت إليها، مثلا الأشرعة الرئيسه المسمره، الأشرعة الرئيسه العليا المسمره، والأشرعة الرئيسة العليا الرفيعه المسمره.
الصاري الأمامي للسفينه يكون أصغر من الصاري الرئيس. ويمسك الصاري الأمامي بالشراع الأمامي، والشراع الأمامي الأعلى، والشراع الأمامي الأعلى الرفيع، الأمامي الملكي. وبين الصاري الأمامي والعمود الأمامي يكون شراع الإيقاف، وشراع الساريه الاماميه، وشراع الساريه الاماميه الطائر. كل عوارض الاشرعة تعالج بواسطة تنظيم معقد من حبال السفينة ويسمى بحبال الصواري الراكض أو المندفع. وهذا عكس حبال الاشرعة والصواري الواقفه والتي تكون مثبته وتحفظ الصاري والأشياء الأخرى جامده.

## مواد هيكل السفينة
البريغية تبنى عموما بمقياس أكبر من السكونة، ويمكن يصل حجمها إلى حجم السفينة ذات ثلاثة صواري مكتمل الحجم. وتختلف السفن الشراعية بالطول ما بين 75 و 165 قدم (23 و 50 متر) وبحمولة تصل إلى 480 طن.بإستثناء ملحوظ السفن الصغيرة للمصمم المشهور كولين موديس (تي اس بوب ألين وتي اس كارولين ألين)، والتي طولها 10 متر فقط، وتزن 8 تن. على مدى التاريخ، معظم البريغيات صنعت من خشب، بالرغم من أن بعض السفن الشراعية اللاحقة بنيت هياكلها وصواريها من الفولاذ أو الحديد. السفينة المصنوعة من خشب الصنوير في القرن التاسع عشر، صممت لتبقى لمدة عشرين سنه (العديد منها استمرت لفترة أطول).

## تطور السفينة الشراعية
استُخدمت كلمة "brig" في الماضي إختصارًا لكلمة "brigantine" (والتي هي اسم لمركب شراعي ذو صاريين وصاريها الأمامي يكون مربع الشراع بشكل كلي، والصاري الرئيس مزود بشراع رئيس أمامي وخلفي، وأشرعه عليا مربعة وربما أشرعة عليا رفيعه). البرغ تطورت، في الحقيقة، كشكل مختلف للبريغانتين. إعادة تجهيز البريغانتين وتزويدها بصاريين مربعي الشكل بدلا من واحد، أعطاها قوة إبحار أكبر. ميزة الشراعية (البرغ) المزودة بأشرعة مربعه، على الشراعيه (البريغانتين) ذات الاشرعة الاماميه والخلفية، كان «بأن الاشرعة أصبحت أصغر وأكثر عدد، وأسهل بالتحكم، وتحتاج رجال أو ايادي أقل لتشغيلها». الشكل المختلف كان مألوف لأن المصطلح «برغ» أتى على وجه الحصر ليدل على سفينة من هذا النوع من الصواري. بالقرن السابع عشر، عرفت البحريه الملكية البريطانية كلمة «برغ» كسفينه لها صاريين مجهزين بشكل مربع.

## الاستخدام عبر التاريخ

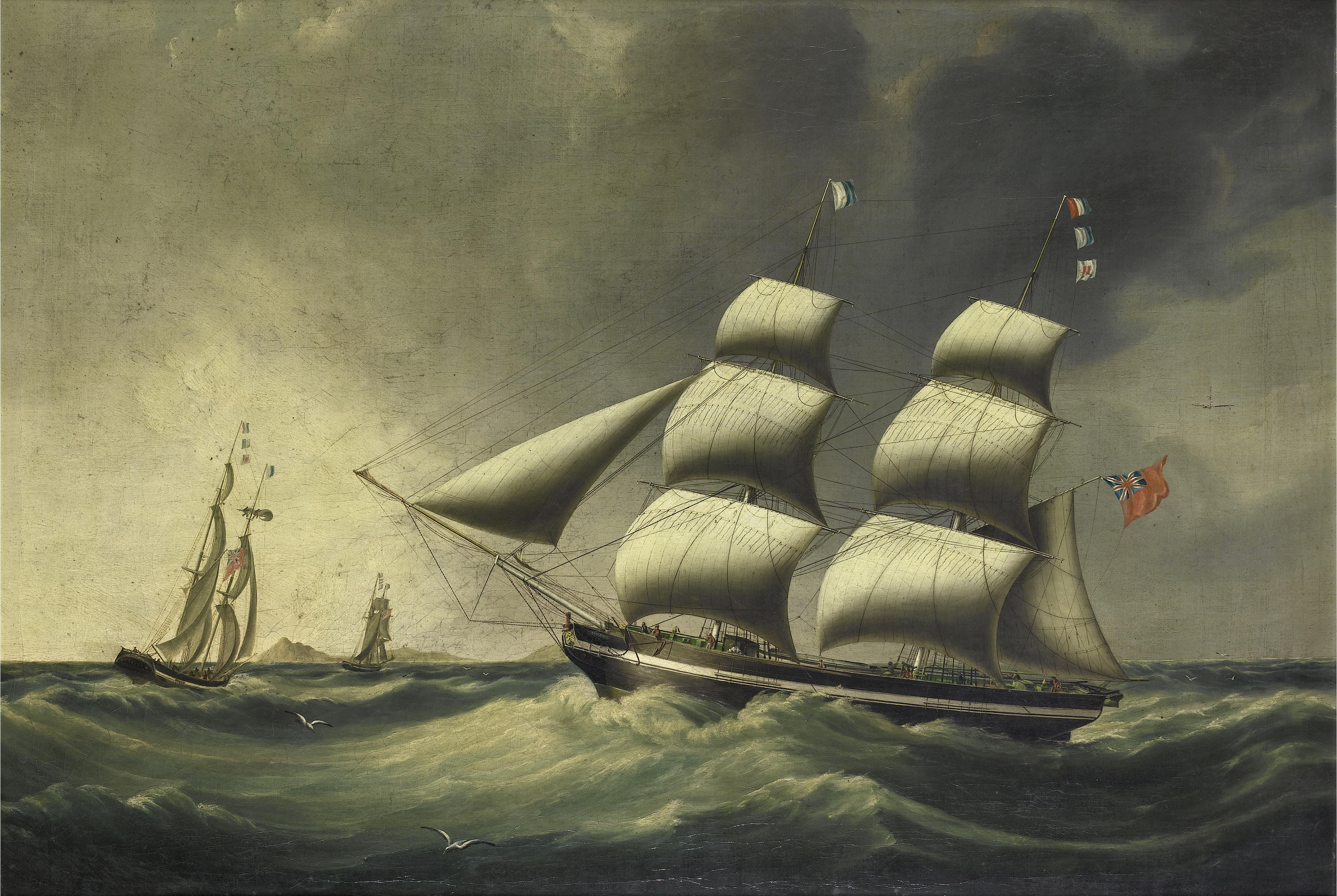
ريماك ، عميد بناه Brocklebank في وايتهيفن عام 1834 للتجارة بين بيرو وليفربول

استخدمت البريغية سفنًا حربيةً صغيرة تحمل نحو 10 إلى 18 مدفع. ونظرا لسرعتها وقدرتها على المناورة، كانت شائعة الاستخدام لدى القراصنة (بالرغم من أنهم كانو نادرين بين القراصنة الأمريكيين والكاريبيين). في حين توسع إستخدامها على فتره ما قبل القرن السابع عشر، واحده من الفترات الأكثر شهرة للسفينه كانت أثناء القرن التاسع عشر عندما إشتركت بالمعارك البحرية الشهيرة، مثل معركة بحيرة إري. في بداية القرن التاسع عشر، البريغية كانت معيارا لسفينة نقل حمولة. وكان ينظر إليها ك «مركب ابحار سريع وجيد»، ولكن كانت تحتاج إلى طاقم كبير ليتعامل مع الصواري. في حين لم تستطع البرغ أن تبحر إلى الريح بسهولة مثل المراكب ذات الاشرعة الأمامية والخلفية مثل السكونة، ميزة شائعة لكل السفن ذات الاشرعة المربعة الشكل، إستطاع كابتن ماهر لسفينة برغ، أن يناور بها بسهوله وكياسه؛ إستطاعت السفينة مثلا أن تدور حول محورها تقريبا. السفينة ذات الشراع المربع كان لها أيضا ميزه على السفينة ذات الاشرعة الأمامية والخلفية عند السفر بعيدا عن الشاطئ، في ونشات التجارة، حيث السفن أبحرت مع الريح لمسافات طويله وحيث «الخطر من إنحراف مفاجئ كان هو الكابوس الذي يلاحق قبطان سفينة السكونة». هذه الخاصية قادت فيما بعد إلى تطور الباركنتين (نوع من السفن). الحاجة لأطقم كبيره بالمقارنة مع حجمها الصغير نسبيا، قاد إلى هبوط إنتاج السفن الشراعية ذات الصاريين. تم إستبدالها في النقل التجاري بالسكونة (والتي إحتاجت إلى طاقم أقل) والمراكب البخارية (والتى لم تواجه مشاكل أداء مهب الريح التي واجهتها السفن ذات الشراع المربع).